# Parijs-Roubaix 2011
De 109e editie van Parijs-Roubaix werd op zondag 10 april verreden met start in Compiègne en aankomst in Roubaix over een afstand van 258 km, waarvan 53,4 km kasseien verdeeld over 31 stroken. Twee stroken waren nieuw in de wedstrijd: Millonfosse in Bousignies (1400 m) na 179 km en Brillion in Tilloy-lez-Marchiennes (1100 m) na 183,5 km. De organisatoren hoopten hiermee een snelle hergroepering na het eventueel uiteenvallen van het peloton na de passages door het Bos van Wallers-Arenberg te voorkomen. Millonfosse ligt immers op slechts 4 km na deze kasseistroken.
Parijs-Roubaix 2011 maakt deel uit van de UCI World Tour 2011.

## Deelnemende ploegen
Er namen 25 teams deel aan deze editie. Elk team startte in principe met 8 renners wat het totaal aantal deelnemers op 200 bracht.
| 18 UCI World Tour-ploegen | 18 UCI World Tour-ploegen | 18 UCI World Tour-ploegen | 7 wildcards                 |
| ------------------------- | ------------------------- | ------------------------- | --------------------------- |
| AG2R-La Mondiale          | Team Katjoesja            | Quick Step                | Bretagne-Schuller           |
| Pro Team Astana           | Lampre-ISD                | Rabobank                  | Saur-Sojasun                |
| BMC Racing Team           | Team Leopard-Trek         | Team RadioShack           | Cofidis, le crédit en ligne |
| Euskaltel-Euskadi         | Liquigas-Cannondale       | Saxo Bank-Sungard         | Team Europcar               |
| Team Garmin-Cervélo       | Team Movistar             | Sky ProCycling            | Française des Jeux          |
| Team HTC-High Road        | Omega Pharma-Lotto        | Vacansoleil-DCM           | Team NetApp                 |
|                           |                           |                           | Skil-Shimano                |

## Wedstrijdverloop
Op zo'n 50 km van het einde werd een groep vroege vluchters ingerekend door een groepje outsiders met onder andere de Belgen Jürgen Roelandts en Johan Vansummeren en de Franse ex-winnaar Frédéric Guesdon. Topfavoriet Tom Boonen had toen al opgegeven na pech in het bos van Wallers en een zware val op een van de volgende kasseistroken.
In de groep der favorieten waren vooral Cancellara, Ballan en Hushovd goed. Met nog zo'n 30 km te gaan moesten de vroege vluchters lossen van de groep die was komen aansluiten. Cancellara had intussen al een aantal versnellingen geplaatst en alleen Hushovd en Ballan konden mee.
Het werd spannend toen dit trio tot op zo'n 25 seconden van de leiders kwam, maar Cancellara moest het werk alleen opknappen, omdat Hushovd Vansummeren en Ballan Quinziato voorop hadden. Hierdoor liep hun achterstand weer wat op en dat was het teken voor Vansummeren om op de stenen van Carrefour de l'Arbre een versnelling te plaatsen. Heel even kon Tjallingii nog mee, maar hij moest de rol lossen.
In de achtergrond versnelde Cancellara weer en enkel Hushovd kon mee. Maar deze 2 vielen weer stil na de stenen en onder anderen Ballan en Flecha konden terug aansluiten.
Vooraan was Vansummeren intussen zo'n 30 seconden weggereden. Cancellara ging, met nog zo'n 3 km voor de boeg, nog maar eens versnellen en kwam snel voorin. Maar aan Vansummeren viel niets te doen. Hij won verdiend deze 109e editie van Parijs-Roubaix. Cancellara werd uiteindelijk nog 2e op 19 seconden. Zo won België alweer een klassieker na Nick Nuyens de Ronde van Vlaanderen, Dwars door Vlaanderen en Boonen in Gent-Wevelgem,
Heel wat toppers hadden pech: Boonen, Sylvain Chavanel en Leukemans vielen allen meerdere keren. Boonen gaf op en Chavanel werd 38e op 4 min 46. Leukemans werd nog 13de.

## Uitslag
| Parijs–Roubaix 2011 |                     |                     |            |
| Plaats              | Naam                | Ploeg               | Tijd       |
| Winnaar             | Johan Vansummeren   | Team Garmin-Cervélo | 6u 07' 28" |
| 2                   | Fabian Cancellara   | Team Leopard-Trek   | + 19"      |
| 3                   | Maarten Tjallingii  | Rabobank            | z.t.       |
| 4                   | Grégory Rast        | Team RadioShack     | z.t.       |
| 5                   | Lars Bak            | Team HTC-High Road  | + 21"      |
| 6                   | Alessandro Ballan   | BMC Racing Team     | + 36"      |
| 7                   | Bernhard Eisel      | Team HTC-High Road  | + 47"      |
| 8                   | Thor Hushovd        | Team Garmin-Cervélo | z.t.       |
| 9                   | Juan Antonio Flecha | Sky ProCycling      | z.t.       |
| 10                  | Mathew Hayman       | Sky ProCycling      | z.t.       |

1896 · 
1897 · 
1898 · 
1899 · 
1900 · 
1901 · 
1902 · 
1903 · 
1904 · 
1905 · 
1906 · 
1907 · 
1908 · 
1909 · 
1910 · 
1911 · 
1912 · 
1913 · 
1914 · 
1915 · 
1916 · 
1917 · 
1918 · 
1919 · 
1920 · 
1921 · 
1922 · 
1923 · 
1924 · 
1925 · 
1926 · 
1927 · 
1928 · 
1929 · 
1930 · 
1931 · 
1932 · 
1933 · 
1934 · 
1935 · 
1936 · 
1937 · 
1938 · 
1939 · 
1940 · 
1941 · 
1942 · 
1943 · 
1944 · 
1945 · 
1946 · 
1947 · 
1948 · 
1949 · 
1950 · 
1951 · 
1952 · 
1953 · 
1954 · 
1955 · 
1956 · 
1957 · 
1958 · 
1959 · 
1960 · 
1961 · 
1962 · 
1963 · 
1964 · 
1965 · 
1966 · 
1967 · 
1968 · 
1969 · 
1970 · 
1971 · 
1972 · 
1973 · 
1974 · 
1975 · 
1976 · 
1977 · 
1978 · 
1979 · 
1980 · 
1981 · 
1982 · 
1983 · 
1984 · 
1985 · 
1986 · 
1987 · 
1988 · 
1989 · 
1990 · 
1991 · 
1992 · 
1993 · 
1994 · 
1995 · 
1996 · 
1997 · 
1998 · 
1999 · 
2000 · 
2001 · 
2002 · 
2003 · 
2004 · 
2005 · 
2006 · 
2007 · 
2008 · 
2009 · 
2010 · 
2011 ·
2012 · 
2013 ·
2014 ·
2015 ·
2016 ·
2017 ·
2018 ·
2019 ·
2020 · 
2021 · 
2022 · 
2023 · 
2024 · 
2025
 Tour Down Under · 
 Parijs-Nice · 
 Tirreno-Adriatico · 
 Milaan-San Remo · 
 Ronde van Catalonië · 
 Gent-Wevelgem · 
 Ronde van Vlaanderen · 
 Ronde van het Baskenland · 
 Parijs-Roubaix · 
 Amstel Gold Race · 
 Waalse Pijl · 
 Luik-Bastenaken-Luik · 
 Ronde van Romandië · 
 Ronde van Italië · 
 Critérium du Dauphiné · 
 Ronde van Zwitserland · 
 Ronde van Frankrijk · 
 Clásica San Sebastián · 
 Ronde van Polen · 
  Eneco Tour · 
 Ronde van Spanje · 
 Vattenfall Cyclassics · 
 GP Ouest France-Plouay · 
 Grote Prijs van Quebec · 
 Grote Prijs van Montreal · 
 Ronde van Peking · 
 Ronde van Lombardije